# Ваш Доураду, Фернан
Ферна́н Ваш Доура́ду (порт. Fernão Vaz Dourado) (Гоа-Индия прим. 1520—1580) — португальский картограф XVI века. Принадлежит к третьему периоду старой португальской навигационной картографии, которая характеризуется уменьшением влияния Птолемейских представлений об ориентировании, и большей точностью описания стран и континентов. О его исторической фигуре известно не много.
В известных работах Доураду отмечают высочайшие качество и красоту исполнения, он был одним из самых выдающихся картографов своего времени. Большинство его карт, написанных от руки, имеют относительно крупный масштаб и были включены в навигационные атласы. Известно о шести следующих атласах в период 1568—1580 годов:
- 1568 — 20 рукописные листы пергамента, посвящённые D. Luiz de Ataíde (Национальная Библиотека, Мадрид)
- 1570 — 20 рукописные листы пергамента (Хантингтонская Библиотека, Сан Марино, США)
- 1571 — 20 рукописные листы пергамента, два из которых были украдены в XIX веке (Torre do Tombo, Лиссабон)
- прим. 1576 — 20 рукописные листы пергамента (Национальная Библиотека Португалии, Лиссабон)
- 1575 — 21 рукописные листы пергамента (Британский Музей, Лондон)
- 1580 — 20 рукописные листы пергамента (Национальная Библиотека Португалии, Лиссабон)

Атлас 1568 года содержит первую карту Цейлона (современная Шри-Ланка) и Японии в крупном масштабе, затем скопированную многими другими картографами.

## Галерея

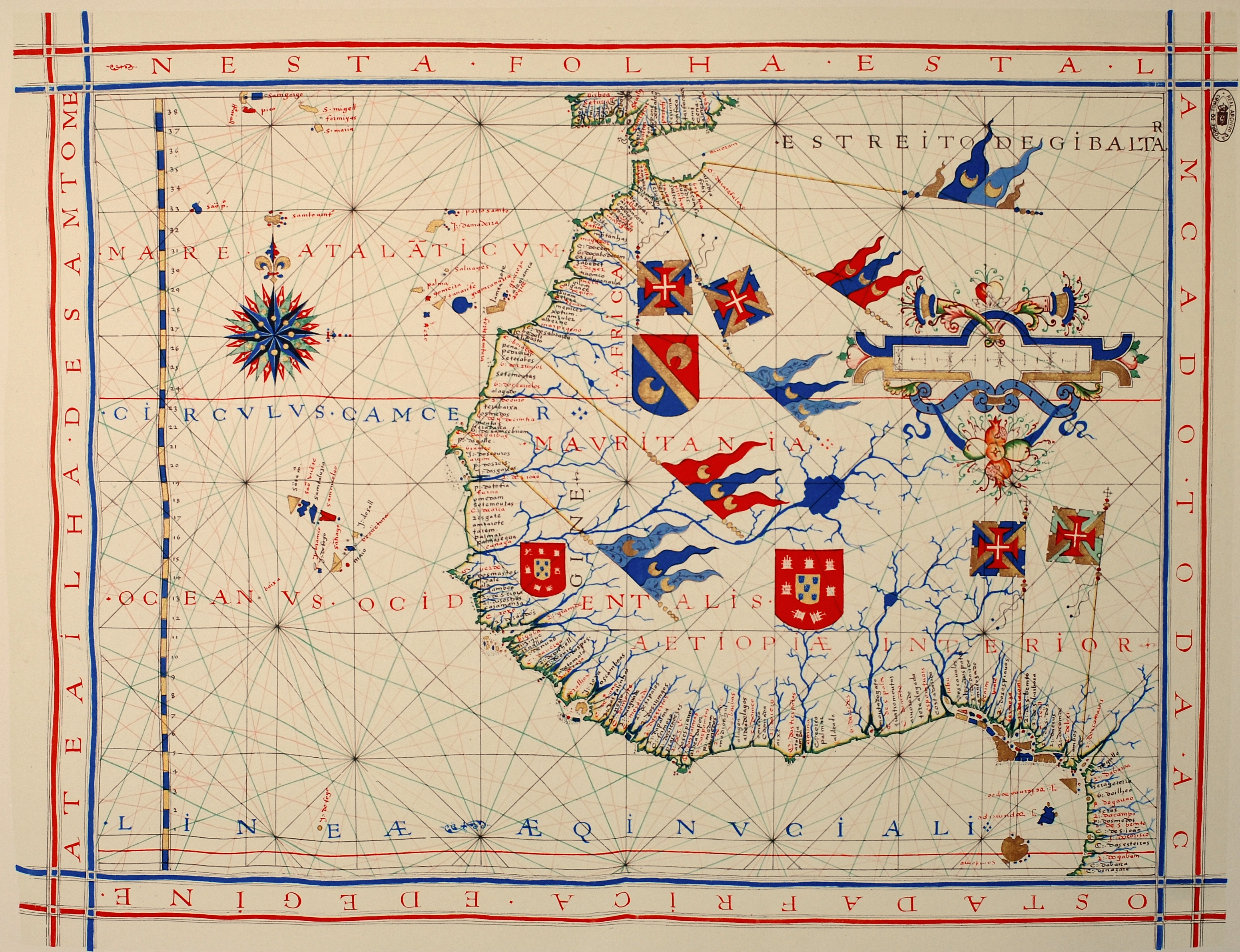
Атлас 1571 года; текст на краю гласит: На этом свитке нарисовано всё побережье Африки и Гвинеи до острова Сан-Томе
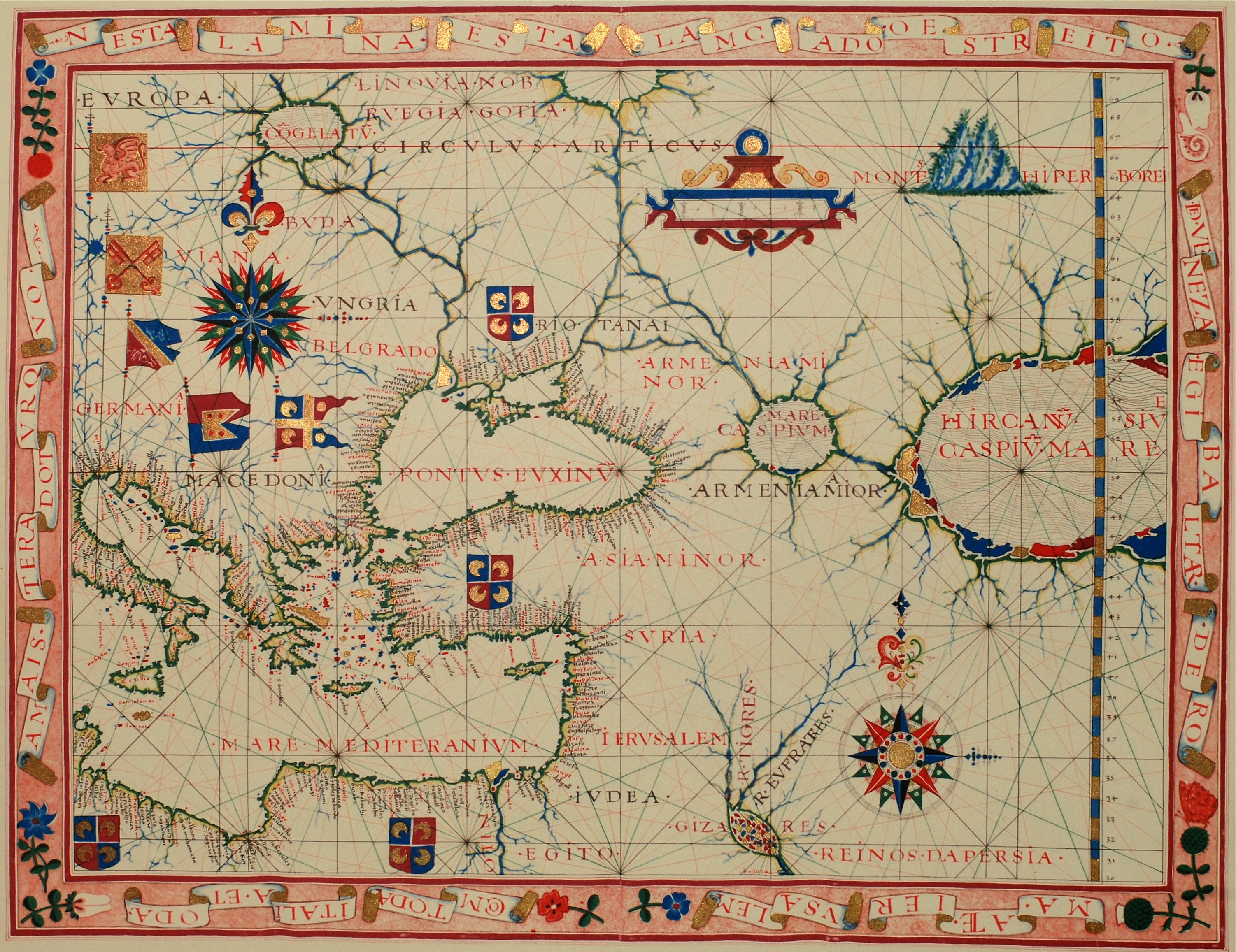
Атлас 1570 года (Хантингтонская Библиотека, Сан Марино, США)
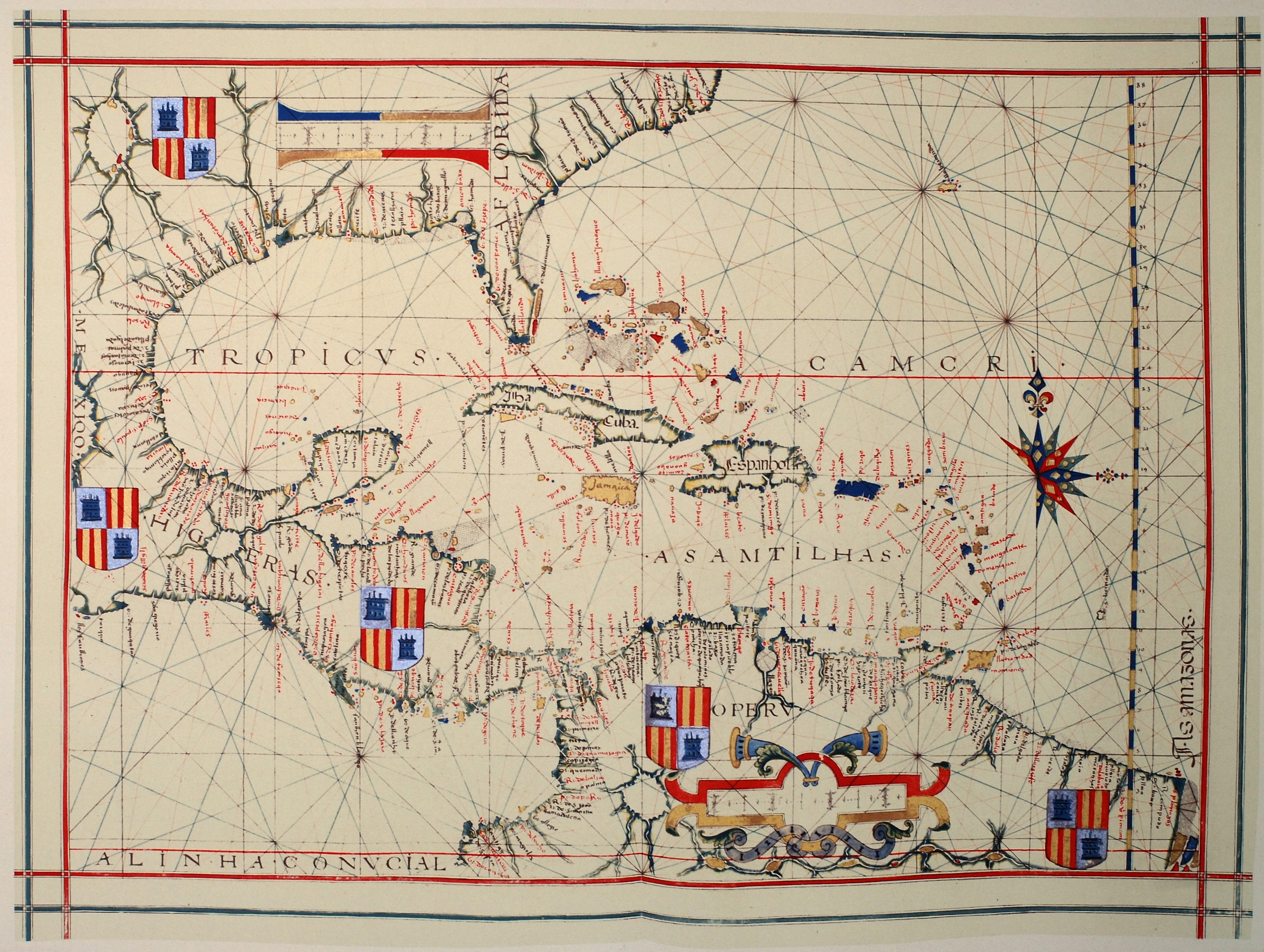
Атлас 1575 года (Британский Музей, Лондон)